# Asfissia

Segnale di pericolo di asfissia secondo la norma internazionale ISO 7010.

L'asfissia (dal greco antico: α-?, "senza" e σφυξία, "polso, battito del cuore") o soffocamento è la condizione nella quale un fattore estraneo all'organismo impedisce una respirazione normale; è causa di ipossia, che si ripercuote soprattutto sui tessuti e gli organi più sensibili alla carenza di ossigeno, come il cervello.
L'asfissia viene spesso accompagnata dalla sensazione di fame d'aria; il bisogno di respirare è indotto dalla rilevazione di livelli crescenti di anidride carbonica nel sangue, prima che da livelli troppo bassi di ossigeno.
L'assenza degli interventi necessari porterà molto rapidamente all'incoscienza, a danni cerebrali e alla morte.

## Cause

### Ostruzione delle vie aeree
- Soffocamento nella deglutizione per presenza di cibo o elementi estranei nella trachea;
- Compressione del torace o dell'addome (asfissia compressiva);
- Ostruzione delle vie aeree esterne;
- Annegamento;
- Strangolamento;
- Impiccamento;
- Restringimento delle vie aeree dovuto ad asma o anafilassi;
- Aspirazione di vomito (che nei bambini rappresenta la prima causa di morte bianca)

Con soffocamento ci si può anche riferire all'ostruzione meccanica delle vie respiratorie dall'esterno della bocca e delle narici, ottenibili per esempio quando sono coperti la bocca e il naso con una mano o una borsa di plastica. Il soffocamento può essere parziale o completo, dove per parziale si indica che la persona che sta soffocando è capace di inalare aria, ma meno del necessario.
Normalmente, questo tipo di soffocamento richiede almeno una parziale ostruzione di entrambe le cavità nasali e della bocca per condurre all'asfissia. Il soffocamento con le mani, le braccia e le gambe è usato in alcuni sport da combattimento per distrarre l'avversario, e creare punti deboli per colpire, giacché l'avversario è forzato a reagire al tentativo di soffocamento. È anche usato nel BDSM come tipo di facesitting.
In qualche caso, il soffocamento di questo tipo è combinato a un'asfissia compressiva simultanea. Un esempio si ha quando un adulto accidentalmente rotola su un bambino mentre sono nello stesso letto; un incidente che spesso non è notato e porta a pensare a una morte bianca. Altri incidenti riguardanti un meccanismo simile avvengono quando un alto numero di persone è gettata una sopra l'altra o quando un singolo è seppellito nella sabbia.

#### Asfissia da compressione

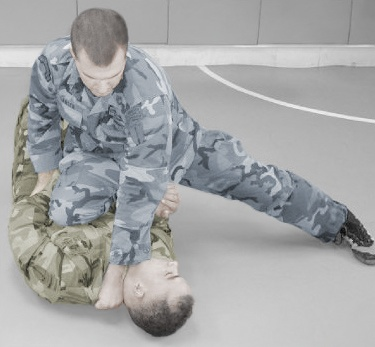
La posizione del ginocchio sulla pancia comprime il petto, rendendo difficile la respirazione per la persona a terra.

L'asfissia da compressione si riferisce alla limitazione dell'espansione dei polmoni tramite la compressione del torso, che interferisce con la respirazione. L'asfissia da compressione avviene quando il petto o l'addome sono compressi. Negli incidenti, il termine "asfissia traumatica" o "asfissia da schiacciamento" è comunemente usato per descrivere l'asfissia da compressione di un soggetto che è schiacciato o bloccato sotto un grande peso o forza. Un esempio di asfissia traumatica è quello in cui un soggetto, mentre usava una leva meccanica per riparare un'auto, viene schiacciato dal peso del veicolo quando la leva scivola. Nei fatali disastri dovuti alla folla, come il disastro dell'Heysel Stadium, l'asfissia traumatica è chiamata "compressione da assembramento". Contrariamente alle credenze popolari, non è un trauma contundente che causa la gran parte delle morti in molti casi, ma piuttosto un'asfissia compressiva causata dal calpestamento della folla. In spazi confinati, le persone spingono e si accalcano le une alle altre; le prove date dall'acciaio piegato in molti incidenti causati dall'accalcamento della folla hanno mostrato forze orizzontali oltre i 4500 N (quindi un peso di circa 460 kg). Nei casi dove la folla di persone si è condensata in una pila umana si è stimato un peso di circa 380 kg nello strato più basso.

### Alterazione dell'aria esterna
L'asfissia può risultare dall'esposizione prolungata a un'atmosfera contenente una concentrazione di ossigeno troppo bassa.
- Il riempimento di un vaso di Dewar con gas liquidi senza ossigeno, come l'azoto, in uno spazio chiuso;
- Lavoratori che entrano in un bidone di fermentazione in un birrificio ignari del fatto che lo spazio è riempito di anidride carbonica;
- Lavoratori che discendono in una fogna o nella stiva di una nave contenente gas senza ossigeno e più pesanti dell'aria, solitamente metano o anidride carbonica;
- L'uso sconsiderato di un rebreather subacqueo a circuito chiuso dove l'aria respirabile ricircolata contiene ossigeno insufficiente;
- Respirare una miscela ipossica di gas respirabile mentre immersi in acque poco profonde dove la pressione parziale dell'ossigeno è troppo bassa per mantenersi coscienti; i "gas di fondo" ipossici sono studiati solo per essere respirati a profondità dove quantitativi maggiori di ossigeno divengono tossici, sotto pressione;
- L'inalazione di sopraffacenti quantità di gas diversi dall'ossigeno come l'elio o l'anidride carbonica degli estintori, a scopi ricreativi;
- Perdita di pressurizzazione in aereo; la pressione all'interno degli aerei commerciali è mantenuta a quella equivalente a 6000 ft (1800 m), ma un guasto all'impianto di pressurizzazione può riportare la pressione interna pari a quella esterna;
- Esposizione al vuoto, come la decompressione nelle navicelle spaziali (si veda il caso della Soyuz 11).

### Interferenze chimiche o psicologiche con la respirazione
Varie situazioni chimiche e psicologiche possono interferire con l'abilità del corpo di assorbire e usare ossigeno o regolare i livelli di ossigeno nel sangue:
- Inalazione di monossido di carbonio, per esempio dallo scarico di un'auto, il monossido di carbonio ha un'alta affinità simile a quella dell'ossigeno con l'emoglobina nei globuli rossi del sangue, in questo modo si lega fortemente con l'emoglobina, sostituendo l'ossigeno che dovrebbe invece normalmente trasportare all'interno del corpo;
- Contatto con sostanze chimiche, inclusi agenti polmonari (come per esempio il fosgene) e agenti sanguinei (come per esempio acido cianidrico);
- L'ipocapnia autoindotta mediante iperventilazione, come nelle acque poco o molto profonde e il gioco dell'asfissia;
- Una crisi respiratoria che fermi la normale respirazione;
- Sindrome delle apnee nel sonno;
- Overdose derivata da assunzione di droghe;
- L'ipoventilazione alveolare primitiva, anche conosciuta come "Maledizione di Ondina";
- Sindromi da iperventilazione alveolare centrale;
- Un disordine del sistema nervoso autonomo nel quale un paziente deve respirare sua sponte. Sebbene si dica spesso che le persone con questa malattia muoiono se s'addormentano, questo non è di solito il caso;
- La sindrome da acuto stress respiratorio.

## Soffocamento nella deglutizione (e primo soccorso)
Questo soffocamento è un'ostruzione delle vie aeree, causata da una mancata deglutizione del cibo mal masticato, che si discosta e blocca le vie aeree.
Alcune tecniche manuali possono risolvere il soffocamento (leggi sotto).
Inoltre, sul mercato sono presenti alcuni dispositivi "anti-soffocamento" (LifeVac e Dechoker).

### Primo soccorso per le vittime comuni
Prima di tutto si consiglia la tosse.
Se la vittima non riesce a tossire, sono usate due tecniche manuali (vedere i due immagini sotto).
Per ottenere i migliori risultati, sono combinati a turno: eseguire ogni tecnica circa 5 volte, e così passare a quella successiva, e ripetere i turni in questo modo continuamente.
Le donne incinte e le persone troppo obese necessitano di variazioni delle tecniche manuali (leggi sotto).
I bambini piccoli (di età inferiore a 1 anno) necessitano di variazioni delle tecniche manuali (leggi sotto).
Se il soffocamento continua, è necessario chiamare ai servizi medici di emergenza.

La vittima può perdere conoscenza dopo un po' (leggi sotto) e necessitare di "rianimazione cardiopolmonare anti-soffocamento".

### Primo soccorso per le vittime gravide o troppo obese
Per prima cosa, tossire.
Se la vittima non riesce a tossire, sono usate queste due tecniche manuali (vedi le due immagini sotto).
Per ottenere i migliori risultati, sono combinati a turno: eseguire ogni tecnica circa 5 volte, e così passare a quella successiva, e ripetere i turni in questo modo continuamente.
Se il soffocamento continua, è necessario chiamare ai servizi medici di emergenza.

La vittima può perdere conoscenza dopo un po' (leggi sotto) e necessitare di "rianimazione cardiopolmonare anti-soffocamento".

### Primo soccorso per i bambini piccoli (di meno di 1 anno)
Nei bambini piccoli (di età inferiore a 1 anno), il soccorritore dovrebbe adattare le stesse due tecniche (come nella immagine sotto).
Se il soffocamento continua, è necessario chiamare ai servizi medici di emergenza.
Il bambino piccolo può perdere conoscenza dopo un po' (leggi sotto) e necessitare di "rianimazione cardiopolmonare anti-soffocamento per i bambini piccoli".

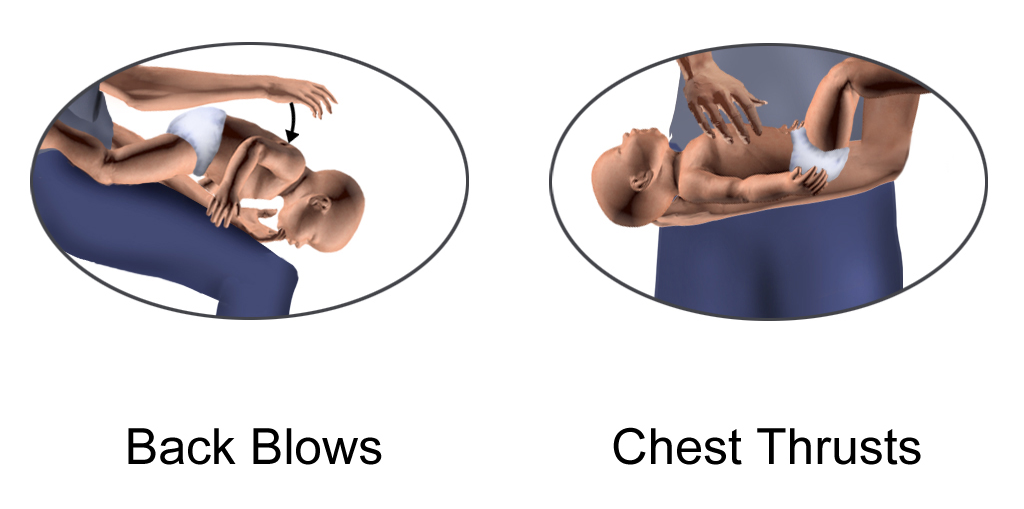
A sinistra: "Pacche sulla schiena", il bambino riceve le pacche leggermente inclinato a testa in giù, tenuto accuratamente, con una mano approssimativamente sul viso; è raccomandato che il petto abbia un supporto sotto. A destra: "Pressioni toraciche anti-soffocamento", eseguite con due dita sulla metà inferiore del centro del petto.

### Primo soccorso per le vittime incoscienti
È necessario fare una "rianimazione cardiopolmonare anti-soffocamento comune" o una "rianimazione cardiopolmonare antisoffocamento per i bambini piccoli" (di meno di 1 anno). (Leggi sotto).

#### Rianimazione cardiopolmonare anti-soffocamento comune

Compressioni toraciche di rianimazione cardiopolmonare.

È necessario chiamare ai servizi medici di emergenza.

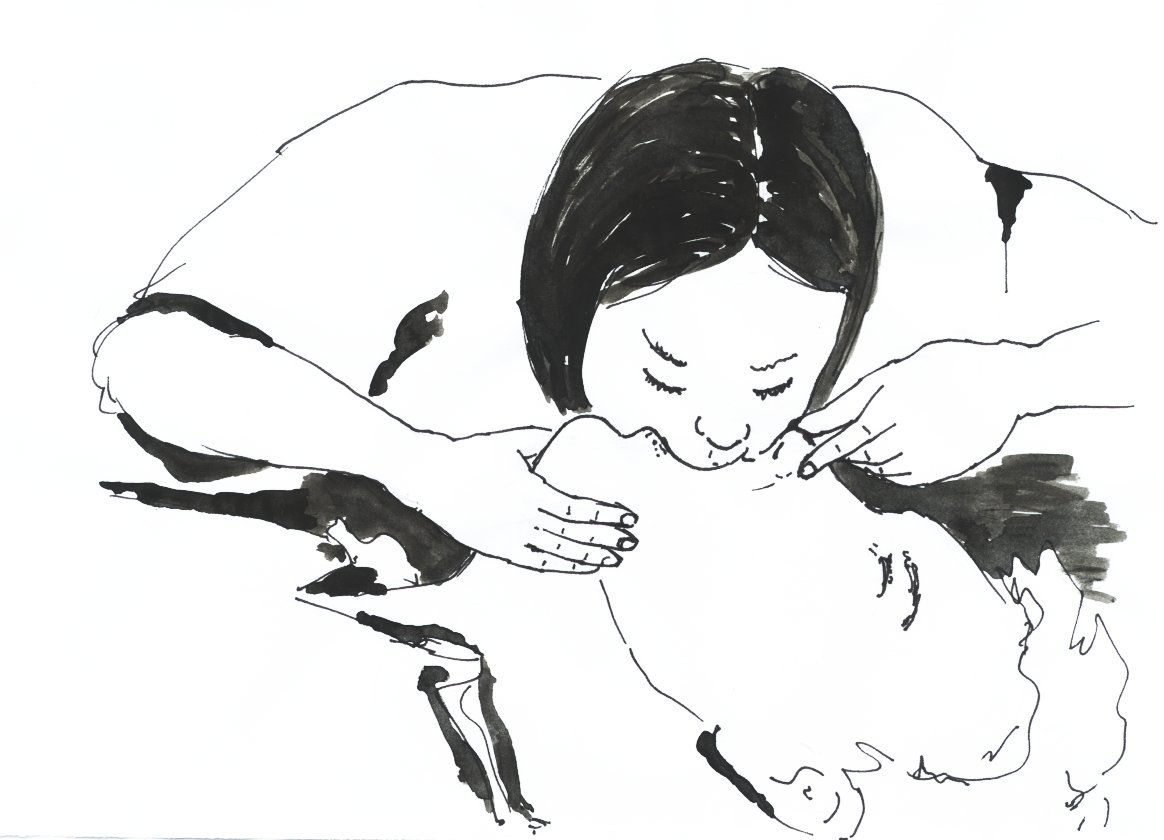
Ventilazioni di rianimazione cardiopolmonare. Nei bambini piccoli, usare la bocca per coprire la bocca e il naso del bambino allo stesso tempo.

Mettere alla vittima distesa, a faccia in su.
Eseguire continuamente la "rianimazione cardiopolmonare anti-soffocamento" sulla vittima, continuamente:
- 30 compressioni nella metà inferiore del centro del petto.
- Se l'oggetto bloccato è visibile, provare a rimuoverlo. La raccomandazione non è estrarre l'oggetto senza vederlo, a causa del rischio di che s'affonda più profondamente. L'oggetto può essere estratto o no in questa fase, ma il resto della rianimazione deve continuare fino a quando la vittima respiri normalmente.
- Chiudere il naso della vittima. Introdurre aria con una ventilazione bocca a bocca. Introdurre nuovamente aria effettuando un'altra ventilazione identica.
- Muovere la testa della vittima avanti e indietro. Fai di nuovo altre 2 ventilazione.

Ripetere, continuamente, tutti questi passaggi, partendo dal primo (le 30 compressioni).

#### Rianimazione cardiopolmonare anti-soffocamento per i bambini piccoli (di meno di 1 anno)
È necessario chimare ai servizi medici di emergenza.
Mettere al bambino disteso, a faccia in su. La testa del bambino deve rimanere guardando frontalmente sempre.
Eseguire continuamente la "rianimazione cardiopolmonare anti-soffocamento" sul bambino, continuamente:
- Stare al fianco del bambino, e fare 30 compressioni, eseguite con due dita, nella metà inferiore del centro del torace.
- Se l'oggetto bloccato è visibile, provare a rimuoverlo. La raccomandazione non è estrarre l'oggetto senza vederlo, a causa del rischio di che s'affonda più profondamente. L'oggetto può essere estratto o no in questa fase, ma il resto della rianimazione deve continuare fino a quando il bambino respiri normalmente.
- Usa la bocca per coprire la bocca e il naso del bambino allo stesso tempo. Introdurre aria in questo modo (una ventilazione). Introdurre aria di nuovo in questo modo (un'altra ventilazione identica).

Ripetere, continuamente, tutti questi passaggi, partendo dal primo (le 30 compressioni).